# 2009년 동계 스페셜 올림픽
제9회 동계 스페셜 올림픽 세계 대회는 2009년 3월 6일부터 3월 13일까지 미국 보이시에서 열린 스페셜 올림픽이다.